# Václav Koloušek
Václav Koloušek (ur. 13 kwietnia 1976 w Mladej Boleslavi) – czeski piłkarz występujący na pozycji pomocnika.

## Kariera klubowa
Koloušek treningi rozpoczął w 1982 roku w zespole FK Mladá Boleslav, a 1993 roku został włączony do jego pierwszej drużyny, grającej w trzeciej lidze czeskiej. Następnie występował w także trzecioligowej Dukli Praga oraz w drugoligowej Dukli Příbram. W 1997 roku przeszedł do włoskiej Salernitany z Serie B. W sezonie 1997/1998 awansował z nią do Serie A. W lidze tej zadebiutował 26 września 1998 w przegranym 0:2 meczu z Udinese Calcio. W sezonie 1998/1999 wraz z Salernitaną zajął 15. miejsce w Serie A i spadł do Serie B.
Na początku 2000 roku Koloušek odszedł do innego zespołu Serie B, Fermany. Jej zawodnikiem był do końca sezonu 1999/2000, w którym spadł z klubem do Serie C1. W połowie 2000 roku wrócił do Czech, gdzie został graczem Sparty Praga. W sezonie 2000/2001 zdobył z nią mistrzostwo Czech. Po tym osiągnięciu przeniósł się do Slovana Liberec, z którym w sezonie 2001/2002 również wywalczył mistrzostwo Czech.
Na początku 2003 roku Koloušek został wypożyczony do Salernitany, nadal grającej w Serie B. Występował tam do końca sezonu 2002/2003, a potem wrócił do Slovana. W styczniu 2004 roku przeszedł do Slavii Praga. W sezonie 2004/2005 wywalczył z nią wicemistrzostwo Czech. W 2005 roku odszedł do Marili Příbram, gdzie spędził pół roku.
W trakcie sezonu 2005/2006 Koloušek przeniósł się do austriackiego Wackera. W Bundeslidze zadebiutował 18 lutego 2006 w przegranym 0:2 spotkaniu z Austrią Wiedeń. Graczem Wackera był do końca sezonu 2007/2008. Potem odszedł do SC Wiener Neustadt z Erste Ligi, jednak w sezonie 2008/2009 wywalczył z nim awans do Bundesligi.
W 2011 roku Koloušek wrócił do Czech. Grał w drugoligowej Zbrojovce Brno, a także w pierwszoligowej Vysočinie Igława. W 2015 roku zakończył karierę.

## Kariera reprezentacyjna
W reprezentacji Czech Koloušek zadebiutował 12 lutego 2002 w wygranym 2:0 towarzyskim meczu z Węgrami, w którym strzelił też gola, który był jednocześnie jego jedynym w kadrze. W drużynie narodowej rozegrał 5 spotkań, wszystkie w 2002 roku.